# Força de les Nacions Unides d'Observació de la Separació
La Força de les Nacions Unides d'Observació de la Separació (anglès United Nations Disengagement Observer Force, UNDOF) fou establerta per la Resolució 350 del Consell de Seguretat de les Nacions Unides el 31 de maig de 1974, per implementar la Resolució 338 (1973) que exigia un alto el foc immediat i la implementació de la Resolució 242 del Consell de Seguretat de les Nacions Unides.

Mapa del desplegament de la UNDOF, 2014

La resolució es va aprovar el mateix dia en què es va signar l'Acord de la retirada entre les forces d'Israel i Síria als Alts del Golan, establint finalment un alto el foc que posava fi a la Guerra del Yom Kippur de 1973.
La Força ha dut a terme les seves funcions amb la plena cooperació d'ambdues parts. El mandat de la UNDOF ha estat renovat cada sis mesos des de 1974 (el més recent fins al 30 d'agost de 2016). L'UNTSO (Organisme de les Nacions Unides per la Vigilància de la Treva) i la UNDOF estan operant a la zona i continueu supervisant l'alto el foc. Abans de la guerra civil siriana, la situació de la línia d'alto el foc entre Israel i Síria s'havia mantingut silenciosa i no hi havia hagut incidents greus.
Durant la guerra civil siriana, la zona d'amortiment entre les forces israelianes i sirianes es va convertir en una escena dels enfrontaments a Quneitra, obligant a moltes forces observadores de l'ONU a reconsiderar la seva missió a causa de qüestions de seguretat. Els enfrontaments entre l'exèrcit sirià i l'oposició siriana van arribar a l'atenció internacional quan el març de 2013, el grup afiliat a al-Qaeda Front Al-Nusra va prendre com a ostatges 21 funcionaris fijians de les Nacions Unides, que havien estat part de la Força de les Nacions Unides d'Observació de la Separació a la zona de separació neutral entre Síria i el territori ocupat per Israel. Segons un oficial de l'ONU, van ser presos com a ostatges a prop del Lloc d'Observació 58, que havia patit danys i va ser evacuat el cap de setmana anterior, després d'un intens combat a prop d'Al Jamla. El personal de l'ONU va ser alliberat més tard amb la mediació jordana.

## Història
El 6 d'octubre de 1973, en un atac conjunt sorprenent, Egipte va atacar les forces israelianes al Canal de Suez i al Sinaí mentre que Síria va atacar les forces israelianes als Alts del Golan. Els israelians van detenir els atacs i van reprendre la major part del terreny perdut. Les forces israelianes van aprofundir a Síria i Egipte. Els combats van continuar fins al 22 d'octubre de 1973, quan la Resolució 338 del Consell de Seguretat de les Nacions Unides va demanar un alto el foc. Dos dies més tard, Israel i Egipte van violar l'alto el foc i van reprendre els combats, resultant-ne en la Resolució 339 del Consell de Seguretat de les Nacions Unides, que va acabar amb la guerra. El conflicte ara es coneix com a Guerra del Yom Kippur. La Força d'Emergència de les Nacions Unides II es va instal·lar entre els exèrcits israelià i egipci a la zona del Canal de Suez, estabilitzant la situació.
La Resolució 339 reafirmava principalment els termes esmentats a la Resolució 338 (es basa en Resolució 242). Va exigir a les forces d'ambdós bàndols que tornessin a la posició que mantenien quan va entrar en vigor l'alto el foc inicial i una sol·licitud del Secretari General de les Nacions Unides per prendre mesures per situar observadors per supervisar l'alto el foc.
La tensió es va mantenir elevada al front d'Israel-Síria, i durant març de 1974 la situació es va tornar cada vegada més inestable. Els Estats Units van emprendre una iniciativa diplomàtica, que va donar com a resultat la signatura de l'"Acord sobre la desvinculació" (S/11302/Add.1, annexos I i II) entre les forces israelianes i síries. L'Acord preveia una zona d'amortiment i per a dues zones iguals de limitació de forces i armaments en ambdós costats de la zona. També va demanar l'establiment d'una força d'observadors de les Nacions Unides per supervisar la seva aplicació. L'Acord es va signar el 31 de maig de 1974 i, el mateix dia, el Consell de Seguretat de l'ONU va adoptar la Resolució 350 per crear la UNDOF.
El 3 de juny de 1974, el general Briceño del Perú va arribar des del Caire a la seu de la UNTSO ISMAC, a Damasc i va assumir el comandament operacional de tots els observadors de l'UNTSO detallats a la UNDOF. La primera fase de l'operació va ser l'administració dels llocs d'observació. Els observadors de la UNTSO van ser transferits a la UNDOF l'1 de juny de 1974 i van ser units per parts avançades d'Àustria i Perú el 3 de juny amb personal canadenc i polonès transferit de la UNEF II a l'Àrea de Responsabilitat de la UNDOF.
Del 6 de juny de 1974 al 25 de juny de 1974, es va iniciar la segona fase que va incloure la desconnexió física de les forces síries i israelianes. Els austríacs i els polonesos van compartir un camp base a Kanikir, prop de la ciutat de Sassa. Els peruans es van desplegar al sud de Quneitra prop de Ziouani. L'empresa de logística canadenca i elements de senyal es van situar a Ziouani, a prop de Quneitra. La seu de forces es va quedar a Damasc.
Quan la UNDOF es va tornar a organitzar el 1993 (el govern finlandès havia decidit treure les seves tropes de la UNDOF), la seu de la UNDOF es va traslladar de Damasc a Camp Faouar, el camp base austríac situat a mig camí entre el punt de control de Sassa i Quneitra, a uns 60 quilòmetres de Damasc.

## Zona UNDOF

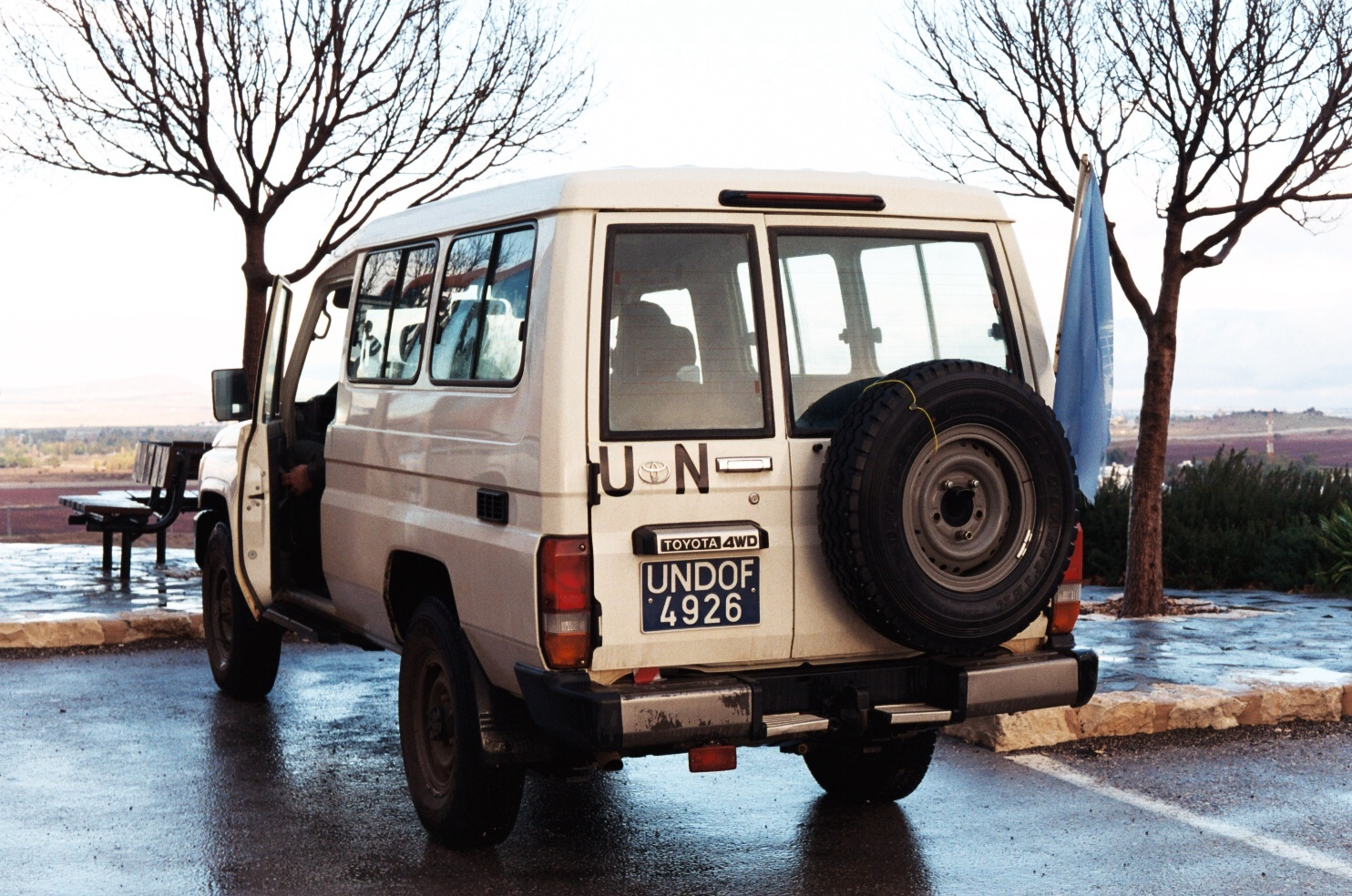
Un Toyota Land Cruiser de la UNDOF aparcat a l'Autopista 98 vora Majdal Shams, mostrant matrícules de la UNDOF i una bandera de l'ONU, gener 2012

La zona d'amortiment és d'uns 80 km de llarg, i entre 0,5 i 10 km d'ample, que formen una àrea de 235 km². La zona s'estén a per la Línia Porpra que separa la part israeliana dels Alts del Golan i la resta de Síria, on la línia oest es coneix com a "Alfa" i la línia oriental com a "Bravo". La zona també limita amb la Línia Blava del Líban al nord i forma una vora de menys d'1 km amb Jordània al sud.
Operativament, la línia Alfa es va dibuixar a l'oest, no va ser creuada per les Forces israelianes, i la línia Bravo a l'est, per no ser creuada per les forces síries. Entre aquestes línies es troba l'Àrea de separació (AOS) que és una zona d'amortiment. L'extensió de 25 km a banda i banda és l'àrea de limitació (AOL), on la UNDOF i el Grup Observador Golan (OGG) sota el seu comandament supervisen el nombre de tropes i armes síries i israelianes. Dins de l'AOS UNDOF opera amb punts de control i patrulles. A l'AOS, els dos batallons de línia operen, a la part nord AUSBATT, des del massís de Mont Hermon fins a la regió de Quneitra, i al sud POLBATT fins a la frontera amb Jordània.
Entre Israel i Síria no hi ha un fronterer oficial, però per a l'ONU es troba un punt de pas prop de Quneitra, que es diu "The A-Gate". Tot i que els batallons de línia i la caserna general operen al costat sirià, la caserna general POLBATT, una posició de control i la caserna general LOGBATT es troben al costat israelià, situat a Camp Ziouani. La majoria dels austríacs van servir al costat sirià i només uns quants membres de la policia militar van complir les seves funcions en el punt de pas.
El terreny és muntanyós a les terres altes dins del sistema de muntanyes Antilíban. El punt més alt de la zona és a Mont Hermon (2814 m) a la frontera del Líban. El punt més baix es troba al riu Yarmuk a 200 m per sota del nivell del mar.

## La UNDOF

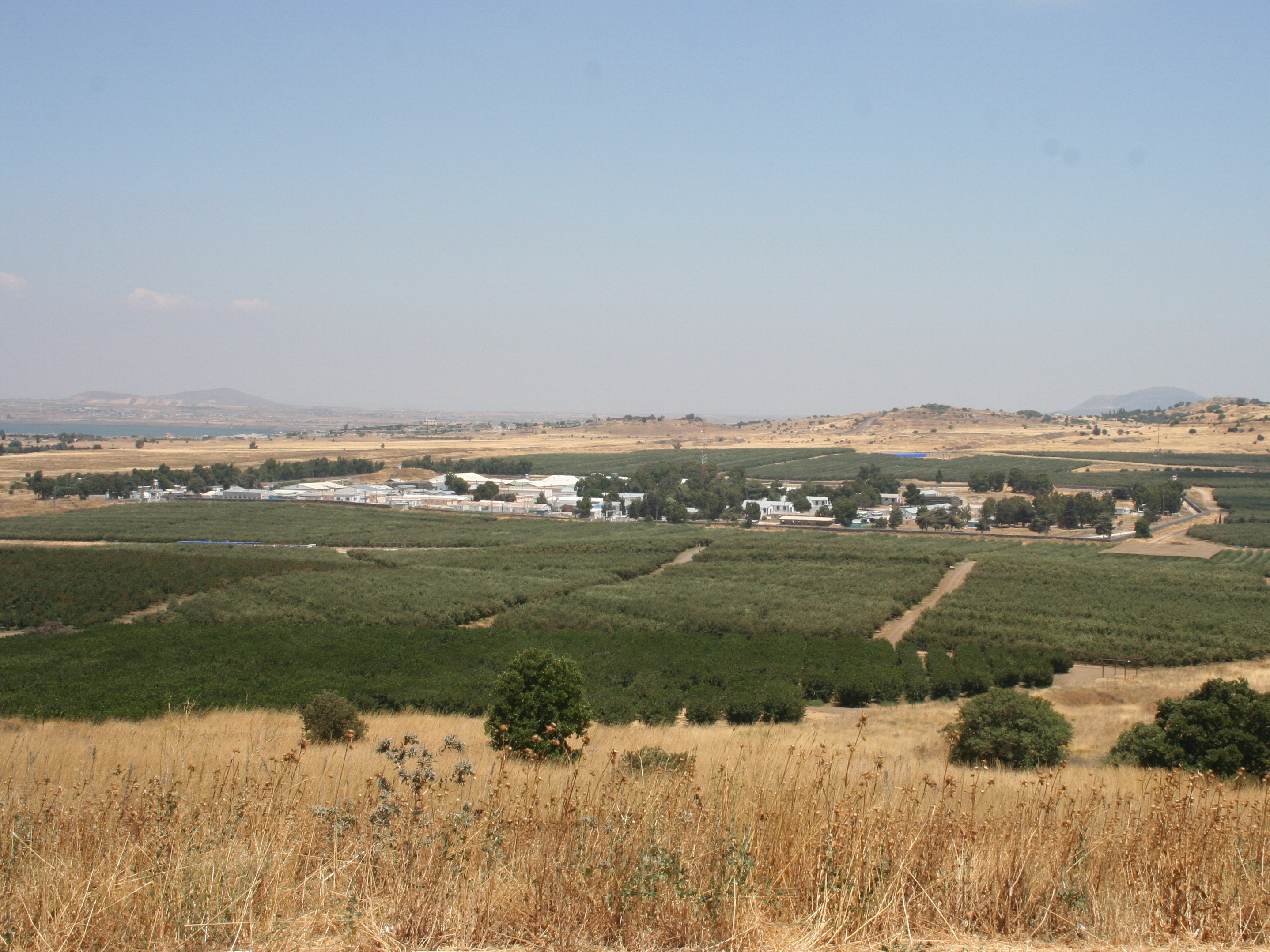
La base de la UNDOF vora el pas fronterer de Quneitra.

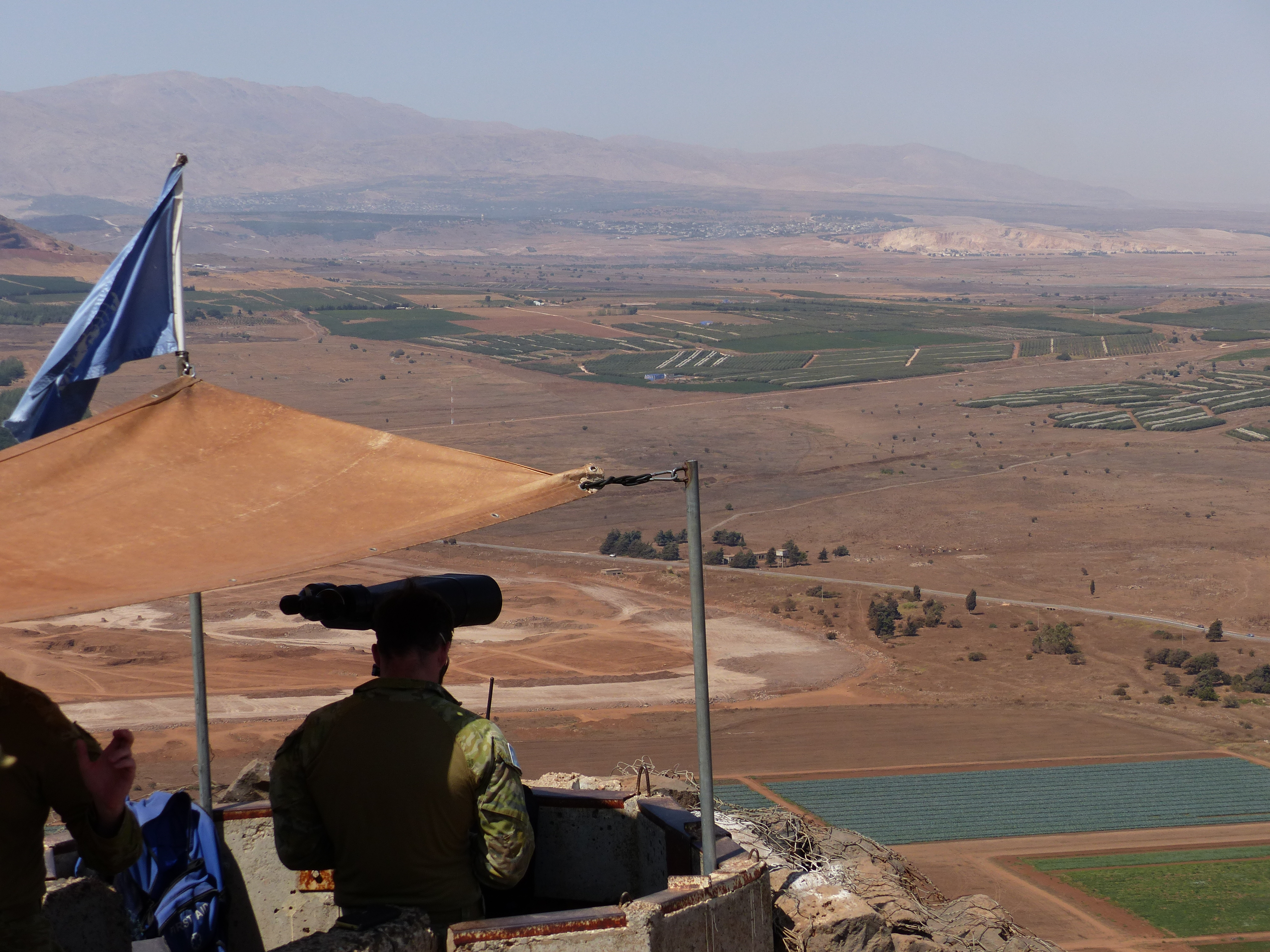
Posició de la UNDOF a Mont Bental

La composició inicial de la UNDOF el 1974 era de personal d'Àustria, Perú, Canadà i Polònia. Actualment, aproximadament mil efectius són subministrats per Fiji, Índia, República d'Irlanda, Nepal, Països Baixos i Filipines. Les tropes estan assistides per observadors militars del Grup d'Observadors al Golan de l'Organisme de les Nacions Unides per la Vigilància de la Treva, personal civil internacional i local.
La UNDOF es desplega dins i prop de la zona amb dos camps de base, 44 llocs vigilats permanentment i 11 llocs d'observació. La seu de l'operació es troba a Camp Faouar i manté una oficina a Damasc. El batalló filipí es desplega al sud amb el seu camp base a Camp Ziouani. Les unitats logístiques índies i japoneses realitzen tasques de transport general de segona línia, transport de rotació, control i gestió de mercaderies rebudes per la Força i manteniment d'equips pesats. El suport logístic de primera línia és intern dels contingents i inclou el transport de subministraments a les posicions.
Cap el 2006 hi ha hagut 42 morts, incloent un equip civil des de 1974. El 9 d'agost de 1974, un avió de transport canadenc Buffalo estava en un vol de reabastiment rutinari de Beirut a Damasc per a personal canadenc als Alts del Golan. El vol 51 portava cinc tripulants i quatre passatgers; Capt G.G Foster, Capt K.B. Mirau, Capt R.B. Wicks, MWO G. Landry, A / MWO C.B. Korejwo, MCpl R.C Spencer, CPL M.H.T. Kennington, Cpl M.W. Simpson i CPL B.K. Stringer. Tots eren membres de les Forces Canadenques. A les 11:50, mentre s'aproximava definitivament a Damasc, l'avió va caure als afores de la ciutat siriana d'Ad Dimas morint tots a bord. Aquesta continua sent la major pèrdua de vides en un sol dia en la història de manteniment de la pau del Canadà.
El 13 d'agost de 2012, el General de Divisió Iqbal Singh Singha de l'Índia va substituir com a Cap de Missió i Comandant de la Força general de divisió Natalio Cabili Ecarma III de les Filipines. El netejat de mines és organitzat per ambdós batallons dirigits des de la seu de la UNDOF. El pressupost operatiu anual aprovat (07/2011 - 06/2012) és de 50.526.100 dòlars estatunidencs, que representa menys de l'1% del pressupost de manteniment de la pau de l'ONU.
El març de 2013, 21 pacificadors de les Filipines foren capturats per un grup de rebels sirians autoanomenats Brigada de Màrtirs de Yarmouk; foren alliberats, i retornats a llur base via Jordània i Israel el 12 de març.
El 10 de maig de 2013, el ministre d'Afers Exteriors de les Filipines, Albert del Rosario, va anunciar les seves intencions de treure el seu contingent de mantenidors de la pau de la zona de la UNDOF. Va suggerir que els riscos a la zona havien anat "més enllà dels límits tolerables". L'anunci va seguir el segrest de quatre mantenidors de la pau, que es va mostrar en un vídeo com a escut humà per part de la Brigada de Màrtirs de Yarmouk. El contingent filipí total actualment suma tres-cents quaranta-dos, aproximadament un terç de la totalitat de la unitat. El 6 de juny de 2013, el canceller austríac, Werner Faymann i el ministre d'exteriors austríac, Michael Spindelegger, van anunciar que Àustria retiraria les seves tropes de la missió de la UNDOF. Aquesta decisió es va fer després que els rebels sirians haguessin atacat i capturessin temporalment el pas fronterer de Quneitra. Un casc blau filipí va ser ferit en els combats.
Irlanda van desplegar 115 casc blaus amb la UNDOF al setembre de 2013 amb base a Camp Faouar. Els cascs blaus irlandesos van ser atacats per rebels sirians el 29 de novembre de 2013. El comboi irlandès es va veure sotmès a un foc d'armes curtes i va ser colpejat amb una explosió abans que els rebels es retiressin.
L'agost de 2014, els rebels sirians van capturar cascs blaus de Fiji i van assetjar els filipins en dos llocs separats de les Nacions Unides. Els 72 soldats filipins atrapades pels islamistes van escapar després d'enfrontar-se a uns 100 militants islamistes que els envoltaven en un intercanvi de trets de set hores. Les tropes irlandeses de la UNDOF van ajudar en el rescat. Els 45 casc blaus fijians capturats foren alliberats pels rebels del Front Al-Nusra l'11 de setembre de 2014.
Amb l'accelerada pèrdua de control de Baixar al-Àssad durant la Guerra Civil siriana l'exèrcit israelià va desplegar el desembre de 2024 la 210a divisió als Alts del Golan, per por que els esdeveniments es descontrolin i arribin a la frontera. La caiguda d'Assad el 8 de desembre de 2024 va trencar efectivament la ruta d'armes, material i personal des d'Iran a Hezbol·là quedant aïllada al sud del Líban, quedant encara més afeblit i vulnerable a l'atac o la infiltració israeliana. El 9 de desembre les tropes israelianes es van desplegar a la zona d'amortiment desmilitaritzada supervisada per la Força de les Nacions Unides d'Observació de la Separació, inclos el mont Hermon.

## Mandat

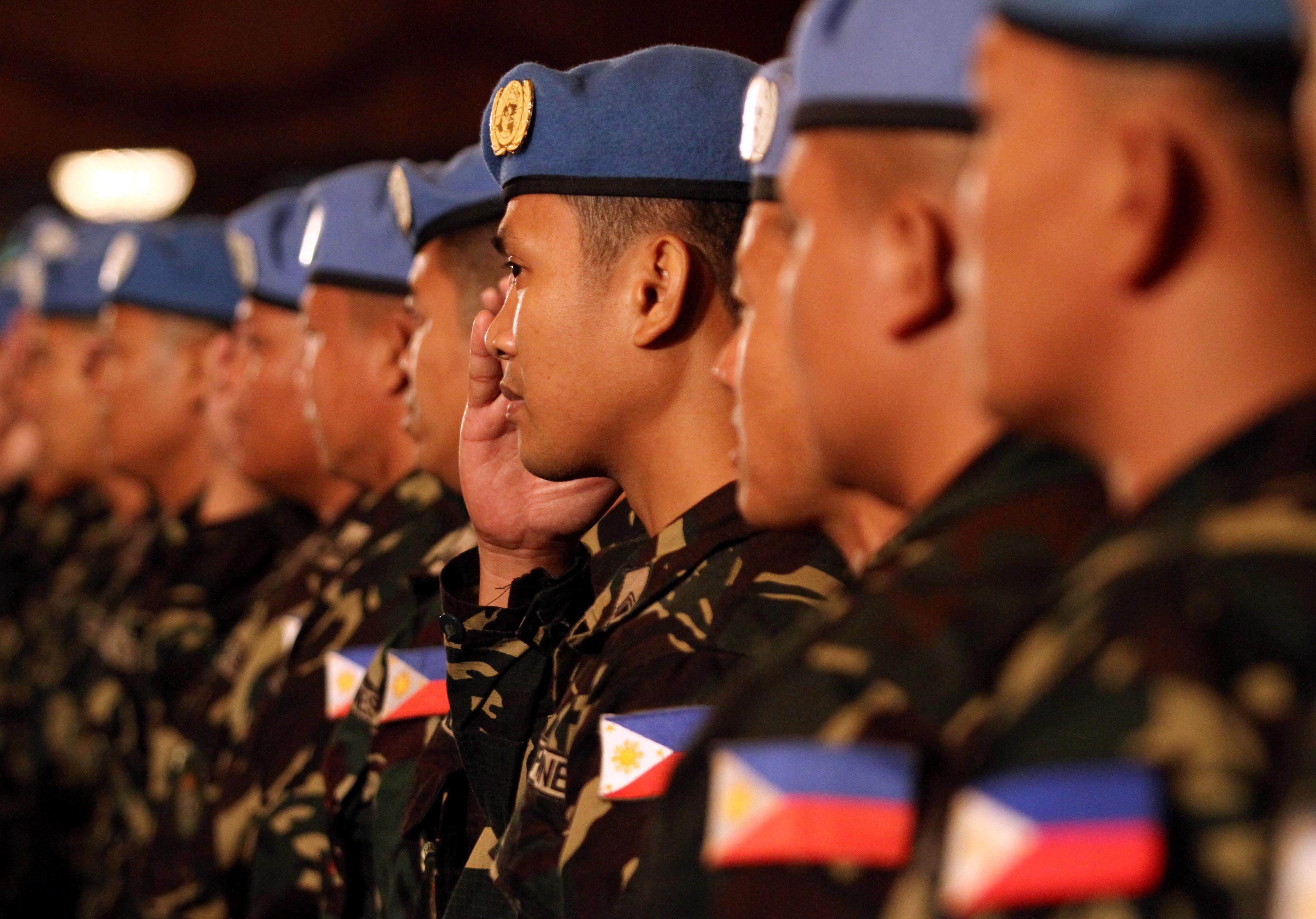
Contingent filipí als Alts del Golan

En recomanar l'extensió actual del mandat, el secretari general de les Nacions Unides, Ban Ki-moon, va observar que malgrat la calma actual en la línia d'alto el foc israelià-sirià, la situació al Orient Pròxim era probable que continués tibant. Fins que es va assolir un acord integral, el Secretari General va considerar que la presència contínua de la UNDOF a la zona era essencial.
Les activitats de la UNDOF inclouen: 
- Supervisió general de la zona d'amortiment
- Seguiment de la presència militar siriana i israeliana a la zona (des de lloc d'observació i patrulles dia a dia, a peu i motoritzades)
- Intervenció en casos d'entrada a la zona de separació per part de personal militar d'un costat o altre, o d'operacions d'intent
- Inspeccions bimestrals de 500 llocs militars israelians i sirians en les àrees de limitació de cada costat per garantir que els límits acordats dels equips i les forces siguin seguits
- Assistència al Comitè Internacional de la Creu Roja en el pas del correu i la gent a través de la zona, i en la prestació de serveis mèdics
- Identificació i marcatge de camps de mines
- Promoció de conscienciació de mines entre civils i suport de les activitats d'UNICEF en aquesta àrea
- Treballar per protegir el medi ambient i minimitzar l'impacte de la UNDOF a la zona.

## Activitats civils

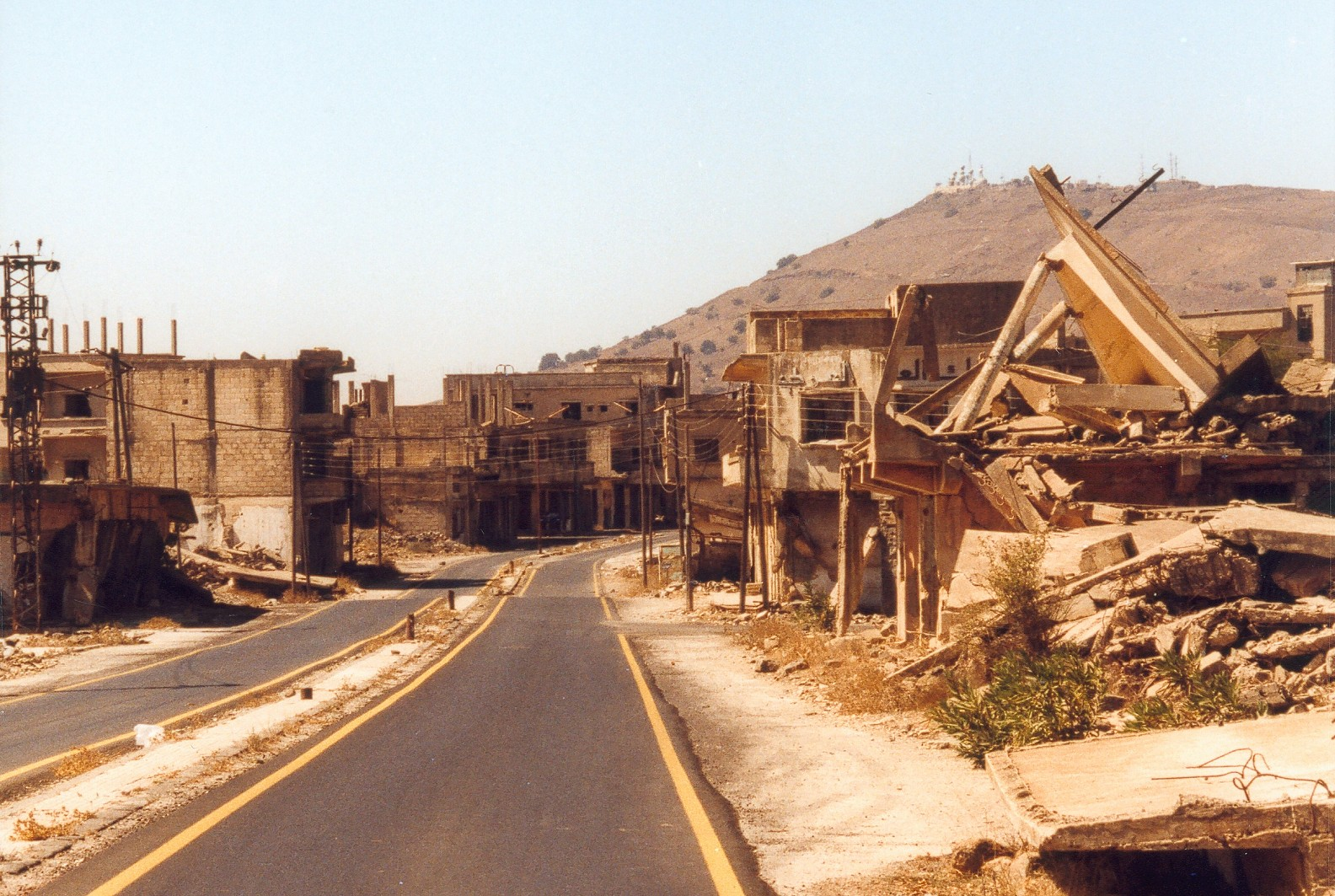
la ciutat de Quneitra en ruïnes en 2001. Mont Bental als Alts del Golan vist sobre les ruïnes.

Actualment, la zona d'amortiment està deshabitada i està vigilada per les autoritats sirianes. Hi ha diverses ciutats i pobles dins i fronterers amb la zona, incloses les ruïnes de Quneitra. Les mines terrestres segueixen representant un perill significatiu per a la UNDOF i la població civil. El fet que els explosius hagin començat a deteriorar-se agreuja l'amenaça.

### Creuament de la línia d'alto el foc
Els membres de la UNDOF i de la UNTSO solen ser els únics individus que travessen la línia d'alto el foc entre Israel i Síria a través de la zona. Des de 1988, Israel ha permès als pelegrins drusos travessar la línia d'alto el foc per visitar el santuari d'Abel a Síria. A la zona d'Al Qunaytirah, una empresa monitoritza les carreteres principals que condueixen a l'AOS. Diverses vegades l'any Israel i Síria permeten creuar als ciutadans àrabs sota la supervisió del Comitè Internacional de la Creu Roja en una porta no oficial de la zona. Aquestes persones són pelegrins i estudiants de la Universitat de Damasc que viuen als Alts del Golan o Israel. El 2005, Síria va permetre que es creessin uns quants camions amb pomes druses del Golan. Els propis camions van ser impulsats per conductors de Kenya.
Des de 1967, les núvies han estat autoritzades a travessar la frontera del Golan, però ho fan amb el coneixement que el viatge és un viatge d'anada. Aquest fenomen es mostra a la pel·lícula araboisraeliana "La núvia síria".
L'extinta Trans-Arabian Oil Pipeline (Tapline) travessa la meitat sud de la zona. Israel havia permès que continués el funcionament del gasoducte a través dels Alts del Golan, ja que el territori es trobava sota ocupació israeliana a conseqüència de la Guerra dels Sis Dies en 1967. No obstant això, aquesta secció de la línia més enllà de Jordània havia deixat de funcionar el 1976 per les disputes sobre els drets de trànsit entre l'Aràbia Saudita i el Líban i Síria, l'aparició supertancs petroliers i les avaries als gasoductes.

## Comandament
Els comandants de la UNDOF han estat :
- 17 gener 2007: General-Major Wolfgang Jilke
- General Natalio C. Ecarma
- 13 d'agost de 2012 : General de divisió Iqbal Singh Singha
- 19 gener 2015 : General de divisió Purna Chandra Thapa [21]
- des del 2 de febrer de 2016 : General Major Jai Shanker Menon [22]

## Països contribuents de la UNDOF
| País          | Soldats | Oficials d'Estat major | Total |
| ------------- | ------- | ---------------------- | ----- |
| Bhutan        | 0       | 3                      | 3     |
| Fiji          | 285     | 16                     | 301   |
| Finlàndia     | 0       | 2                      | 2     |
| Índia         | 192     | 12                     | 204   |
| Irlanda       | 130     | 6                      | 136   |
| Nepal         | 169     | 11                     | 180   |
| Països Baixos | 0       | 2                      | 2     |
| Txèquia       | 0       | 2                      | 2     |
| Total         | 776     | 54                     | 830   |